# Edésia
Edésia de Alexandria foi uma filósofa grega da escola neoplatônica que viveu em Alexandria no séc. V. Edésia era esposa de Hérmias,  irmão de Amônio de Hérmias e Heliodoro e aparentada de Siriano de Alexandria, escolarca neoplatônico da Academia de Atenas.

## Biografia
Depois da morte do marido, o filósofo Hérmias, Edésia dedicou-se prestar auxílio aos aflitos e necessitados e à educação dos dois filhos, Amônio de Hérmias e Heliodoro. Ela partiu com o último para Atenas, onde foram ambos, mãe e filho, dedicarem-se ao estudo da filosofia e das disciplinas da  escola. Edésia, além de dona de uma extremada beleza e dona de grandes virtudes e de uma preclara erudição, ganhou notoriedade e reputação, sendo louvada com grande distinção por todos os filósofos que com ela conviveram à época, inclusive Proclo, a quem tinha sido prometida [em casamento] por Siriano, quando ainda muito jovem.
Ela viveu até uma idade considerável, e sua oração fúnebre foi proferida pelo ainda jovem Damáscio, o Ateniense, em versos hexâmetros.